# (23938) Kurosaki
Pour les articles homonymes, voir Kurosaki.
(23938) Kurosaki est un astéroïde de la ceinture principale.

## Description
(23938) Kurosaki est un astéroïde de la ceinture principale. Il fut découvert le 14 octobre 1998 à la station Anderson Mesa par le programme LONEOS. Il présente une orbite caractérisée par un demi-grand axe de 2,88 UA, une excentricité de 0,15 et une inclinaison de 2,7° par rapport à l'écliptique.

## Compléments